# Nina Lizell
Nina Lizell, född 1 september 1944 i Stockholm, är en svensk sångerska. År 1968 inledde hon en karriär i Tyskland.

## Biografi
Efter studenten fortsatte Lizell att studera språk i London, Paris och Genève med målet att bli flygvärdinna. Hon slog igenom tillsammans med Mona Wessman och Claes-Göran Hederström i TV-programmet Minishow 1967 och blev snabbt populär i Sverige. Under sommaren 1968 turnerade trion i folkparkerna, vilket innebar utsålda hus och idolhysteri.
År 1968 började Nina Lizells tyska karriär då hon deltog i en talangtävling i Västtyskland. 1970 deltog hon i den tyska schlagerfestivalen Schlager Wettbewerb med Ein kleiner Teufel steckt in dir. Hon sjöng i nästan alla tyska TV-shower: Galaabend der Schallplatte, Musik aus Studio B, ZDF-Hitparade, Der goldene Schuss, Deutsche Schlagerfestspiele är några exempel. 
Nina Lizell uppträdde såväl i Västtyskland (BRD) som Östtyskland (DDR), där hon fick sin första hit 1969, Rauchen im Wald ist verboten. Hennes LP-skiva på det östtyska skivbolaget Amiga, Nina Lizell såldes i drygt 1,6 miljoner exemplar enligt den tyska tidskriften Superillu.
Lizell medverkade 1970 i filmen Cowboy in Sweden där hon spelade rollen som den blonda svenska flicka som guidar runt cowboyen i Sverige. Filmen saknade en låt till soundtracket och Lizell föreslog då en nytolkning av "Vem kan segla förutan vind?" (hon hade spelat in låten redan 1967). Låten spelades in tillsammans med Lee Hazelwood och blev en stor succé med en förstaplats på Svensktoppen 1971.
Lizell är bosatt i Täby.

## Diskografi
Svenska singlar
- 1967 Du är mitt ideal / Du går förbi
- 1967 Vilken underbar dag / Vänd dig inte om
- 1967 Fönstret mitt emot (med Claes-Göran Hederström) / Vem kan segla förutan vind (Claes-Göran Hederström)
- 1967 Sommaren jag aldrig glömt / En skön höst
- 1968 Vägen till lyckan / Timmarna går
- 1968 Världen är så jätteliten (med Lenne Broberg)
- 1968 Kära dagbok / Se hur barnet leker
- 1969 Vi ska lova varann lite grann / Vi far bort (båda med Lenne Broberg)
- 1969 Vi ler igen (svensk version av Peter, Paul and Marys "Day Is Done") / Tack o' lov (svensk version av Sylvie Vartans "Comme un garçon")
- 1969 Aldrig min vän (svensk version av The Associations "Never my love") / Jag vill ha dig här (svensk version av The Tremeloes "I will see you there")
- 1970 Vem kan segla förutan vind / Hey Cowboy (båda med Lee Hazlewood)
- 1970 Tusen stjärnor / Min Bobby
- 1970 När du är som du är / Du har lärt mig vara kvinna
- 1970 Farväl min vän vi ses igen / Sunny
- 1971 Kom låt oss börja om (svensk version av "Wind of Change", som kom tvåa i den brittiska uttagningen till Eurovision Song Contest 1971, framförd av Clodagh Rodgers) / Mini, midi, maxilång
- 1972 Pappa Joe (svensk version av The Sweets hit "Poppa Joe") / Livet blir vad du vill
- 1972 Vintern är så härlig / Det går ett tåg (svensk version av Christian Anders "Es fährt ein Zug nach nirgendwo")

Tyska inspelningar (urval)
- 1967 Du gehst vorbei
- 1967 Ananas
- 1968 Man nehme... (Svensk version gjordes av Ann-Louise Hansson, "Jag känner, du känner som jag".)
- 1968 So ist die Welt
- 1969 Rauchen im Wald (första singeln i Östtyskland)
- 1970 Küss, Küss, Küss
- 1970 Ein kleiner Teufel steckt in dir
- 1971 Nikedom
- 1973 Der Mann mit dem Panamahut
- 1975 Lass mich bitte nicht warten

## Filmografi
- 1970 – Cowboy in Sweden
- 1973 – Von uns für Sie